# Dos hombres de Manhattan
Dos hombres de Manhattan (en francés Deux hommes dans Manhattan) es una película francesa de Jean-Pierre Melville estrenada en 1959.

## Argumento
El representante francés de la asamblea de la ONU en Nueva York ha desaparecido y no asiste a la votación para la inclusión de un país en la organización. Finalmente, la votación es positiva y esto genera una polémica, dado que el voto francés habría influido decisivamente en la denegación. 
Se encarga a un periodista Moreau (Jean-Pierre Melville) que siga la noticia. Lo acompaña un fotógrafo Delmas (Pierre Grasset) de dudosa reputación. Ambos siguen una serie de pistas que llevan a la conclusión de que el gran hombre tenía una vida oculta poco respetable. El tema principal de la película es la decisión que habrán de tomar… la libertad de prensa puede llevar a airear asuntos sucios de personas que en su vida pública han obtenido logros muy importantes y respetables, ¿Hay que hacerlo? ¿Es un acto contra la libertad? ¿Qué importa más, la verdad o el bien?
- Datos: Q3024977